# Craniophora olivacea
Craniophora olivacea är en fjärilsart som beskrevs av Browne. Craniophora olivacea ingår i släktet Craniophora och familjen nattflyn. Inga underarter finns listade i Catalogue of Life.